# جان الوباج
جان الوباج (سوئدی: John Alvbåge؛ زادهٔ ۱۰ اوت ۱۹۸۲) یک بازیکن فوتبال اهل سوئد است.

## تیم ملی
وی همچنین در تیم ملی فوتبال سوئد بازی کرده است.